# 钱筱璋
钱筱璋（1918年—1991年），男，安徽芜湖人，中国电影事业家、新闻纪录电影专家、剪辑师，中央新闻纪录电影制片厂原厂长、党委书记，原中华人民共和国文化部电影局副局长。妻张建珍。